# Ruby Muhammad
Ruby Muhammad, Ruby Macer Grayer (ur. 20 marca 1907 w Sandersville, Georgia, zm. 2 marca 2011 w Sacramento) – amerykańska działaczka ruchu religijnego i politycznego Naród Islamu, zrzeszającego afroamerykańskich wyznawców islamu.
Wcześnie osierocona przez matkę, wychowywała się w trudnych warunkach, od dzieciństwa pracując na plantacjach (m.in. na plantacji w Plains, Georgia, stanowiącej własność ojca przyszłego prezydenta Jimmy'ego Cartera). Wstąpiła do Narodu Islamu w 1946, po śmierci pierwszego męża. Współpracowała z założycielem ruchu Elijahem Muhammadem, towarzysząc mu w pracy misyjnej. W 1986 pastor Louis Farrakhan, przywódca ruchu po śmierci Muhammada, w uznaniu wieloletniej działalności nadał jej tytuł "Matki Narodu Islamu". Mimo podeszłego wieku Ruby Muhammad kontynuowała działalność w ruchu. W 2001 opublikowała zbiór poezji Who Do They Say I Am?
Zmarła na raka płuca na krótko przed ukończeniem 104 lat.